# 필리포스 3세
필리포스 3세(고대 그리스어: Φίλιππος Γ', 기원전 359년 - 기원전 317년 12월 25일)는 마케도니아 왕국 아르게아스 왕조의 왕(재위 : 기원전 323년 - 기원전 317년)이다. 본명은 아리다이오스(Αρριδαίος)이며, 필리포스 2세의 서자로 알렉산더 3세(알렉산더 대왕)의 이복형으로 알렉산더의 명목적인 후계자가 되었다.

## 생애

### 아리다이오스의 등장

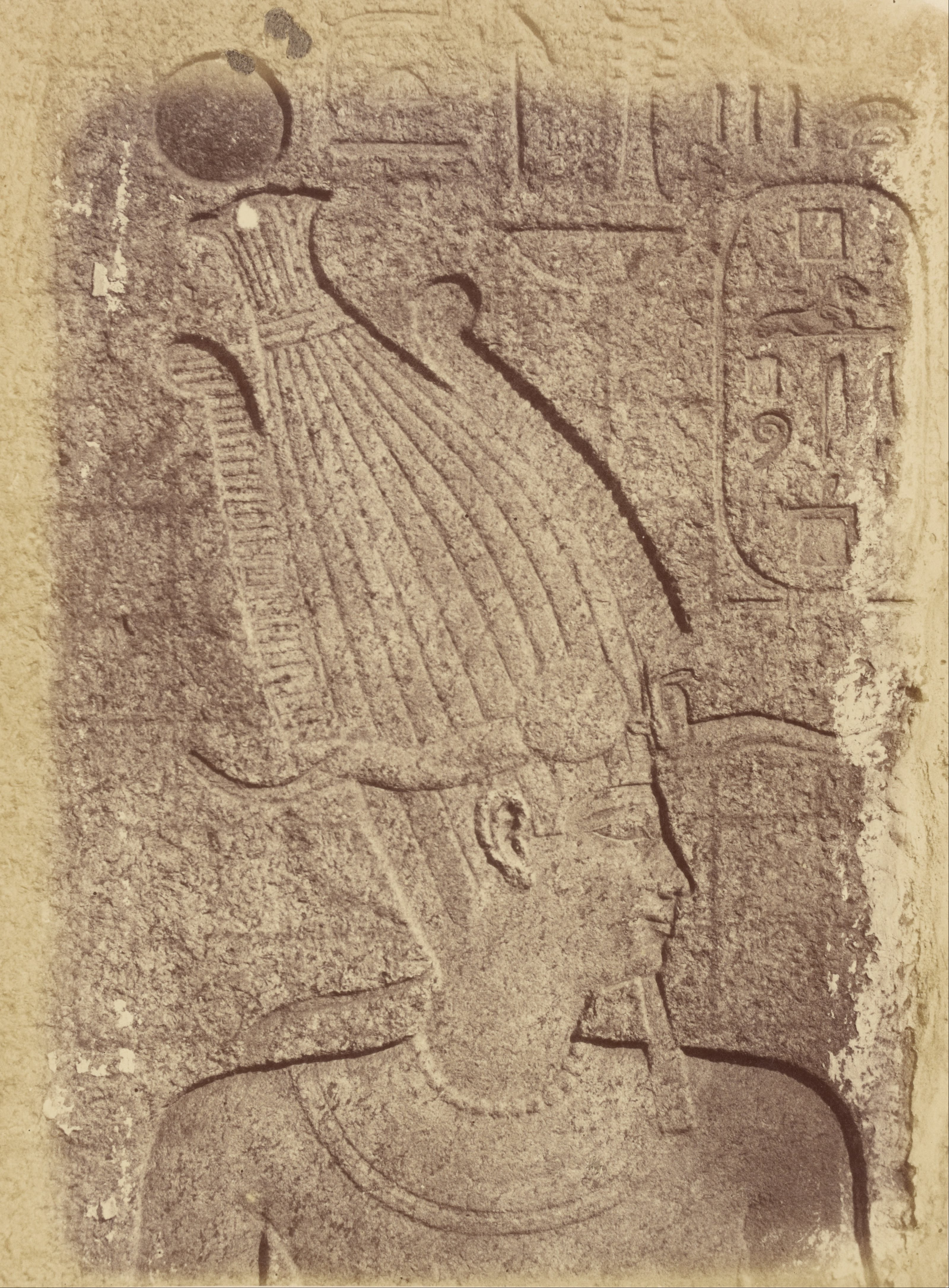
카르낙의 부조 위에 새겨진 필리포스 3세

마케도니아의 필리포스 2세와 라리사 출신의 무희 필리나 사이에 태어났다. 서자였지만, 그의 결혼 문제를 놓고 필리포스와 알렉산더의 사이가 험악해졌고, 일시적으로나마 알렉산더가 어머니 올림피아스와 함께 마케도니아를 떠나는 사태가 일어났다. 때문에, 아리다이오스의 지위가 상대적으로 올라갔으며, 알렉산더의 라이벌로 간주하게 되었다. 플루타르코스에 의하면 올림피아스는 아리다이오스의 영향력이 강해지는 것을 두려워했고, 그에게 독약을 탔다고 한다. 아리다이오스는 독으로 지적 장애자가 되어, 사실상 왕위 계승 자격을 상실했다.
그후 아리다이오스는 마케도니아 궁정에서 오랫동안 그늘로 존재했지만, 기원전 323년에 동생 알렉산더가 급사했기 때문에 사태가 급선회한다. 당대에 대제국을 이룩하면서 32세의 젊은 나이로 병사한 알렉산더는 왕위를 물려줄 아들이 없었고, 게다가 그의 유언은 “가장 강한 자가 내 뒤를 이어야지”라는 것이어서, 여러 장군들을 매우 곤혹하게 했다.
알렉산더의 사후 그 신하들은 바빌론에서 향후의 체제를 결정하는 회의를 열었다. (바빌론 회의) 당시 혈통 상 알렉산더와 가장 가까운 후계자로서는 우선 알렉산더의 후궁 바르시네가 낳은 헤라클레스가 있었지만 어린데다 서출이라는 약점이 있었다. 무장 네아르코스가 그를 추천했지만 찬동하는 자는 전무하였다고 한다. 알렉산더의 왕비 록사네는 당시 임신 6개월이었지만, 물론 태어날 아이의 성별도 모르는 상태에서 후계자로 삼을 수는 없었다. 장군 페르디카스는 일단 그녀가 출산할 때까지 결정을 미루기로 제안했지만, 프톨레마이오스는 어쨌든 이방인의 혈통으로 삼는 왕자의 상속을 반대하며 중신들의 합의제를 제안했다. 무장 멜레아그로스는 다른 사람들의 말다툼을 일축하고, 재빨리 군대를 장악하려 하였다.
쿠르티우스 루푸스에 의하면, 이때 무명의 병사가 갑자기 아리다이오스라는 이름을 외쳤고, 그가 왕으로서의 자격을 갖추고 있는 유일한 인물이라고 주장했다. 많은 사람들은 이 의견에 동조하였고, 단번에 대세는 아리다이오스로 기울었다. 당시 바빌론에 있던 아리다이오스를 즉시 데려왔는데, 필리포스의 이름으로 환호를 받자 멜레아그로스는 즉각 아리다이오스의 지지를 표명했다. 그는 후견인으로서 사실상의 최고 권력자가 되기를 원했던 것이다. 두려움을 느낀 페르디카스와 멜레아그로스 사이에서 하마터면 내전이 시작될 뻔했지만, 이때 아리다이오스는 병사들에게 전투를 끝내도록 설득하고 분쟁을 훌륭하게 막았다. 그러나 며칠 후 군대를 정화하는 의식을 하던 중에, 페르디카스의 손에 의해 멜레아그로스는 지지자 함께 제거되었다.
이렇게 페르디카스가 일단 주도권을 잡고, 무장들에게 각각의 관할 지역을 지정하고 제국을 분할했다. 아리다이오스는 마케도니아 왕국의 필리포스 3세로서 즉위했지만, 대왕의 왕비 록사네의 출산을 기다리며 태어날 아이가 남자 아이라면 아리다이오스와 공동통치자가 되도록 결정되었다.

### 허수아비 왕
록사네는 곧 남자 아이를 낳았고, 태어난 아이는 알렉산드로스 4세라는 칭호를 부여하고 (형식적이기는 하지만) 필리포스의 공동통치자가 되었다. 그 결과 페르디카스가 제국 섭정으로서 알렉산드로스 4세를 보좌하고, 인망이 있었던 무장 크라테로스가 필리포스 3세의 후견인이 되는 것이 결정되었다.
그러나 알렉산더 대왕의 유언을 둘러싼 무장들의 다툼(디아도코이 전쟁)은 가라앉지 않았고, 기원전 321년에 크라테로스도 〈헬레스폰투스 전투〉에서 패해 죽음을 당했다. 그 후, 필리포스 3세는 마케도니아 본국으로 옮겨졌지만, 그곳에서는 카산드로스와 폴리페르콘이 제국 섭정의 지위를 놓고 경쟁을 벌였다. 필리포스 3세의 아내 에우리디케 2세는 이때 카산드로스와 연대하여 마케도니아 왕가의 실권을 잡으려 했다. 이에 대해 폴리페르콘과 연대했던 올림피아스는 스스로 군대를 일으켜 마케도니아를 장악했다. 기원전 317년, 필리포스 3세는 올림피아스에게 붙잡혀 처형당했다.

## 무덤

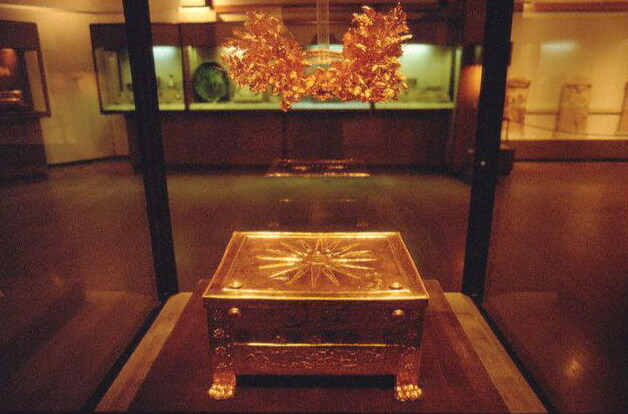
당시 마케도니아 필리포스 2세의 유적에서 발견한 황금관

1977년, 베르기나 근처에서 완벽하게 보존된 남성 골격을 가진 2기의 왕실 고분의 발견으로 이어진 중요한 발굴이 있었다. 당시 많은 고고학자들과 함께 있던 현장의 고고학 소장이었던 마놀리스 안드로니코스는 그것이 필리포스 2세의 골격이라고 단정했지만, 다른 학자들은 이런 결론에 논란을 제기했고 대신 필리포스 아리디이오스의 유적이라고 제안했다.